# Luigi Robbiati
Luigi Robbiati (Robbiate, 18 giugno 1935) è un ex calciatore italiano, di ruolo difensore o centrocampista.

## Caratteristiche tecniche
Giocava come terzino o ala.
Si è distinto per la sua duttilità tattica, giocando sia da difensore che da centrocampista durante la sua carriera professionistica.

## Carriera
Cresciuto calcisticamente nelle giovanili dell’Inter, Luigi Robbiati esordisce in prima squadra nella stagione 1954-1955, collezionando una presenza in Serie A. Dopo un intervallo di due anni lontano dalla massima serie, nella stagione 1957-1958 si trasferisce al Prato, in Serie B, dove disputa 18 partite senza segnare reti. Rientrato all'Inter per la stagione 1958-1959, scende in campo in due occasioni, sempre senza trovare la via del gol.
Nel 1959 passa al Siracusa, in Serie C, dove gioca con maggiore continuità e realizza 3 reti in 34 presenze. L'anno successivo viene acquistato dal Palermo, ma non riesce a scendere in campo in gare ufficiali. Nella stagione 1961-1962 approda alla Calcio Reggiana, dove totalizza 21 presenze. Dal 1962 al 1964 veste la maglia del Cesena, disputando 14 incontri ufficiali.
Chiude la carriera agonistica nel biennio 1965-1966 con il Saronno, formazione per la quale non sono disponibili dati precisi relativi a presenze e reti.